# Diplomatie (jeu)
Pour les articles homonymes, voir Diplomatie (homonymie) et Diplo.
Diplomatie ou Diplomacy (en anglais : Diplomacy) est un jeu de société créé par l’Américain Allan B. Calhamer, un jeu de simulation historique et un jeu de négociation ayant comme thème l’Europe au début du XXe siècle. Souvent, les habitués du jeu l’appellent simplement Diplo.
Diplomatie réunit idéalement sept joueurs mais diverses adaptations permettent de jouer de deux à six ou au-delà de sept. Chacun des sept participants contrôle les forces militaires de l’une des sept « grandes puissances » : 
- Angleterre[2] ;
- France ;
- Allemagne ;
- Italie ;
- Autriche-Hongrie[3] ;
- Russie ;
- Turquie.

Au gré des négociations, les joueurs forgent ou brisent des alliances puis donnent des ordres à leurs unités militaires. Le jeu se poursuit jusqu’à ce qu’un pays contrôle plus de la moitié du continent (symbolisé par le contrôle de dix-huit centres sur les trente-quatre que comporte la carte) ou, le cas échéant, par accord entre les joueurs restants. Il est également possible, avant de commencer une partie, de fixer arbitrairement une durée maximale en tours de jeu ou en temps.
À sa sortie à la fin des années 1950, Diplomatie a eu un retentissement considérable dans le monde des jeux : il est le premier jeu de société se jouant au-delà de deux joueurs à ne pas laisser de place au hasard une fois les rôles attribués (de plus, l’attribution des « grandes puissances » peut également être convenue entre les joueurs et non tirée au sort) ; c’est aussi l’un des premiers jeux où chaque joueur joue de manière simultanée et l’un des premiers jeux de négociation. Le jeu s'est répandu dans le monde entier ; cependant, la durée de chaque partie et le nombre de joueurs requis ont probablement freiné son succès et limité la popularité du jeu.

## Matériel

### Tablier
Le tablier représente une carte de l’Europe élargie au Maghreb et au nord du Proche-Orient (Turquie et Syrie) avec, à peu de chose près, les frontières du début du XXe siècle. La carte est divisée en soixante-quinze régions (détaillées dans le tableau ci-dessous), quatorze étant dans les terres (sans accès à la mer), quarante-deux côtières et dix-neuf maritimes. Trente-quatre des régions terrestres (côtières ou sans accès à la mer) contiennent des « centres de ravitaillement » qui s’appellent ainsi parce que le nombre de centres que possède un joueur détermine le nombre maximum d’unités que ce joueur peut commander (« ravitailler »).
Les noms des régions sont, pour celles qui contiennent un centre « national » (car appartenant à une grande puissance en début de partie), le nom d’une grande ville (Paris, Brest…) ou, pour les régions dépourvues de centre ou avec un centre « neutre » avant les premières conquêtes, le nom d’une province ou d’un État (Silésie, Belgique…). Chacune de ces régions est désignée par une abréviation reprenant généralement les trois premières lettres du nom (Par, Bre, Sil ou Bel pour les précitées).
Certains territoires ont changé de nom au fil des éditions et selon la langue de la version. Par exemple, le territoire russe au nord de la mer Noire, Sevastopol, dans la version originale, est devenu, dans les adaptations en français, Sébastopol, Odessa puis à nouveau Sébastopol.
Liste des territoires figurant sur la carte :
| Nom original du territoire (dans le jeu en anglais) | Différents noms dans les éditions françaises   | Différentes abréviations proposées dans les éditions officielles américaines et les éditions françaises |
| --------------------------------------------------- | ---------------------------------------------- | --- |
| Adriatic Sea                                        | Mer Adriatique                                 | Adr, ADR                                                                                                |
| Aegean Sea                                          | Mer Égée                                       | Aeg, Égé, EGE, Egé                                                                                      |
| Albania                                             | Albanie, royaume du Monténégro                 | Alb, MON                                                                                                |
| Ankara                                              | Ankara                                         | Ank, ANK                                                                                                |
| Apulia                                              | Apulie                                         | Apu, APU                                                                                                |
| Armenia                                             | Arménie, Caucase et Arménie                    | Arm, CAU                                                                                                |
| Baltic Sea                                          | Mer Baltique                                   | Bal, BAL                                                                                                |
| Barents Sea                                         | Mer de Barents, mer de Barentz                 | Bar, BAR                                                                                                |
| Belgium                                             | Belgique, royaume de Belgique                  | Bel, BEL                                                                                                |
| Berlin                                              | Berlin                                         | Ber, BER                                                                                                |
| Black Sea                                           | Mer Noire                                      | Bla, Noi, NOI                                                                                           |
| Bohemia                                             | Bohême                                         | Boh, BOH                                                                                                |
| Brest                                               | Brest                                          | Bre, BRE                                                                                                |
| Budapest                                            | Budapest                                       | Bud, BUD                                                                                                |
| Bulgaria                                            | Bulgarie, royaume de Bulgarie                  | Bul, BUL                                                                                                |
| Burgundy                                            | Bourgogne                                      | Bur, Bou, BOU                                                                                           |
| Clyde                                               | Clyde, Highlands                               | Cly, HIG                                                                                                |
| Constantinople                                      | Constantinople                                 | Con, CON                                                                                                |
| Denmark                                             | Danemark, royaume de Danemark                  | Den, Dan, DAN                                                                                           |
| Eastern Mediterranean                               | Méditerranée orientale, mer du Levant          | East, Eas, MOr, LEV                                                                                     |
| Edinburgh                                           | Édimbourg                                      | Edi, Édi, EDI                                                                                           |
| English Channel                                     | Manche                                         | Eng, Man, MAN                                                                                           |
| Finland                                             | Finlande                                       | Fin, FIN                                                                                                |
| Galicia                                             | Galicie                                        | Gal, GAL                                                                                                |
| Gascony                                             | Gascogne                                       | Gas, GAS                                                                                                |
| Greece                                              | Grèce, royaume de Grèce                        | Gre, Grè, GRE                                                                                           |
| Gulf of Bothnia                                     | Golfe de Botnie                                | Bot, BOT                                                                                                |
| Gulf of Lyon                                        | Golfe du Lion                                  | GoL, GLi, LIO                                                                                           |
| Helgoland Bight                                     | Baie de Heligoland, baie de Héligoland         | Hel, HEL                                                                                                |
| Holland                                             | Hollande, Pays-Bas                             | Hol, PAY                                                                                                |
| Ionian Sea                                          | Mer Ionienne                                   | Ion, ION                                                                                                |
| Irish Sea                                           | Mer d’Irlande, canal Saint-Georges             | Iri, Irl, STG                                                                                           |
| Kiel                                                | Kiel                                           | Kiel, Kie, KIE                                                                                          |
| Liverpool                                           | Liverpool                                      | Liv, Lvp, LIV, Lpl                                                                                      |
| Livonia                                             | Livonie, Lithuanie                             | Lvn, LIT                                                                                                |
| London                                              | Londres                                        | Lon, LON                                                                                                |
| Marseilles                                          | Marseille, Toulon                              | Mar, TOU                                                                                                |
| Mid-Atlantic Ocean                                  | Atlantique, océan Atlantique, Atlantique Moyen | MAt, Mid, Atl, ATL, AtM                                                                                 |
| Moscow                                              | Moscou                                         | Mos, MOS                                                                                                |
| Munich                                              | Munich                                         | Mun, MUN                                                                                                |
| Naples                                              | Naples                                         | Nap, NAP                                                                                                |
| North Africa                                        | Afrique du Nord, Maroc et Algérie              | NAf, AfN, MAR                                                                                           |
| North Atlantic Ocean                                | Atlantique Nord, mer d’Islande                 | NAt, AtN, ISL                                                                                           |
| North Sea                                           | Mer du Nord                                    | Nth, Nrd, NRD                                                                                           |
| Norway                                              | Norvège, royaume de Norvège                    | Nwy, Nge, NGE                                                                                           |
| Norwegian Sea                                       | Mer de Norvège, mer de Groenland et de Norvège | Nrg, MNg, GRO, Nvn                                                                                      |
| Paris                                               | Paris                                          | Par, PAR                                                                                                |
| Picardy                                             | Picardie                                       | Pic, PIC                                                                                                |
| Piedmont                                            | Piémont                                        | Pied, Pie, Pié, PIE                                                                                     |
| Portugal                                            | Portugal, royaume de Portugal                  | Por, POR                                                                                                |
| Prussia                                             | Prusse                                         | Pru, PRU                                                                                                |
| Rome                                                | Rome                                           | Rome, Rom, ROM                                                                                          |
| Ruhr                                                | Ruhr, Rhénanie                                 | Ruhr, Ruh, RHE                                                                                          |
| Rumania                                             | Roumanie, royaume de Roumanie                  | Rum, Rou, ROU                                                                                           |
| St. Petersburg                                      | Saint-Pétersbourg                              | StP, STP                                                                                                |
| Serbia                                              | Serbie                                         | Ser, SER                                                                                                |
| Sevastopol                                          | Sébastopol, Odessa                             | Sev, Séb, ODE, Seb                                                                                      |
| Silesia                                             | Silésie                                        | Sil, SIL                                                                                                |
| Skagerrak                                           | Skagerrak                                      | Skag, Ska, SKA                                                                                          |
| Smyrna                                              | Smyrne                                         | Smy, SMY                                                                                                |
| Spain                                               | Espagne, royaume d’Espagne                     | Spa, Esp, ESP                                                                                           |
| Sweden                                              | Suède, royaume de Suède                        | Swe, Suè, SUE                                                                                           |
| Syria                                               | Syrie                                          | Syr, SYR                                                                                                |
| Tunis                                               | Tunis, Tunisie                                 | Tun, TUN                                                                                                |
| Tuscany                                             | Toscane                                        | Tus, Tos, TOS                                                                                           |
| Trieste                                             | Trieste                                        | Tri, TRI                                                                                                |
| Tyrolia                                             | Tyrol, Alpes tyroliennes                       | Tyr, ALP                                                                                                |
| Tyrrhenian Sea                                      | Mer Tyrrhénienne                               | Tyn, MTy, TYR                                                                                           |
| Ukraine                                             | Ukraine                                        | Ukr, UKR                                                                                                |
| Venice                                              | Venise                                         | Ven, VEN                                                                                                |
| Vienne                                              | Vienne                                         | Vie, VIE                                                                                                |
| Wales                                               | Pays de Galles, Cornouailles                   | Wal, PGa, COR                                                                                           |
| Warsaw                                              | Varsovie                                       | War, Var, VAR                                                                                           |
| Western Mediterranean                               | Méditerranée occidentale                       | West, Wes, MOc, MED                                                                                     |
| Yorkshire                                           | Yorkshire                                      | York, Yor, YOR                                                                                          |

Les premiers livrets de règles en anglais ne donnaient pas de liste d’abréviations, les premières communautés de joueurs se sont donc créé les leurs qui peuvent encore être différentes de toutes celles qui ont été proposées par la suite dans les éditions officielles américaines ou les éditions françaises. MAO ou LYO, par exemple, ont été très souvent utilisées (et le sont encore) pour désigner les régions Mid-Atlantic Ocean ou Gulf of Lyon (c’est le cas notamment de la carte illustrant l’entête de cette présente page). Certaines communautés ont également pris l’habitude de désigner les provinces maritimes uniquement en lettres capitales et les provinces terrestres en bas-de-casse ; cette manière de faire, bien qu’elle ait été largement relayée (voir encore la carte de l’article qui reprend ce système), n’a toutefois jamais été reprise dans les différents livrets de règles. À part l’édition Descartes écrivant toutes les abréviations en lettres capitales (territoires terrestres y compris), les autres éditions mettent majuscules et minuscules dans l’abréviation aux mêmes endroits que dans le nom développé.

### Pions
Chaque joueur possède des pions de sa couleur représentant ses « armées » (unités terrestres), ses « flottes » (unités navales) et ses centres (pour permettre d’identifier leurs appartenances). L’édition francophone la plus récente représente les armées par des canons allemands Krupp et les flottes par des HMS Dreadnought de Sa Majesté. Les quatorze régions sans accès à la mer (et leurs sept centres de ravitaillement) ne sont accessibles qu’aux armées terrestres, tout comme les dix-neuf régions maritimes ne le sont qu’aux flottes ; les deux types d’unités interagissent au niveau des quarante-deux régions côtières.
N. B. : les couleurs associées aux pays varient très fortement selon les éditions ou les sites en ligne.

## Principes du jeu et règles de base
La dernière version révisée des règles date de 2000, publiée dans sa traduction française dans l’édition Asmodée de 2006. Mais les règles de base, très riches, sont assez simples et restent identiques à celles du jeu à sa sortie en 1959 :
En commençant en 1901, chaque tour est marqué alternativement comme printemps et automne.
La phase la plus importante de chaque tour est la négociation pendant laquelle les joueurs flattent, bluffent, tentent de convaincre, essaient d’impressionner notamment par des menaces, pour former des partenariats qui leur soient favorables et stables. Les négociations et accords secrets sont autorisés explicitement ; après cette phase, sans obligation de respecter les engagements pris, les joueurs écrivent leurs ordres qui sont ensuite révélés simultanément.
À chaque tour, une unité peut obéir à un des ordres suivants :
- aller (déplacement ou attaque) dans une région adjacente (et de nature à permettre le déplacement de l’unité selon son type) ou plus lointaine (par convoi) ;
- soutenir une autre unité pour aller dans une région que l’unité soutenante pourrait elle-même attaquer sans convoi ;
- se défendre ;
- soutenir en défense une unité située dans une région que l’unité soutenante pourrait attaquer sans convoi ;
- convoyer une armée (uniquement possible pour les flottes situées en pleine mer).

Tous les déplacements sont exécutés également simultanément et tous les conflits réglés : une région (terrestre comme maritime) ne peut être occupée au maximum que par une unité, aussi les batailles sont résolues en décomptant tous les soutiens valides et non coupés de chaque unité. L’unité ayant le plus de soutiens non coupés l’emporte et prend (ou garde) le contrôle du territoire. Une unité délogée doit battre en retraite vers un territoire adjacent accessible où aucun combat n’a eu lieu dans le même tour. S’il y a égalité entre les soutiens, aucun des deux mouvements n’a lieu, ce qui peut empêcher la réalisation d’autres mouvements.
Après un tour d’automne, si une grande puissance a une unité sur une région avec un centre ne lui appartenant pas encore, ce centre devient alors sa possession, et avant le printemps suivant, on procède à une phase d’ajustements : on compte les centres de ravitaillement de chaque puissance qui doit démobiliser ou, au contraire, qui peut mobiliser des unités pour que le nombre d’unités concorde au nombre de centres. Les nouvelles unités apparaissent sur les centres originels du pays à l’endroit choisi par le joueur et avec la nature souhaitée (flotte ou armée).
Un bon joueur est bon tacticien et bon stratège, mais comme aucun pays ne peut espérer l’emporter seul jusque très tard dans la partie, les alliances sont essentielles et mettent donc en valeur aussi les capacités de négociation et de persuasion.
Chaque pays est au départ d’une force à peu près équivalente, ainsi il est nécessaire d’attaquer au moins l’un de ses voisins avec l’aide d’au moins un autre et réciproquement. En général, le début de la partie voit l’annexion des petits pays neutres et le dépècement d’une ou deux puissances (par exemple dépècement de l’Angleterre ou de la Turquie respectivement dans les ouvertures Sealion ou Lépante). Ensuite, des trahisons ont souvent lieu et de nouvelles alliances se forment. La trahison fait partie intégrante du jeu ; savoir pousser un ennemi à trahir son allié est une qualité, ainsi que savoir quand trahir son propre allié au bon moment.
Tactiquement, un des buts d’une alliance ou d’un candidat à l’hégémonie est de passer les lignes de blocage (stalemate) qui une fois chaque camp positionné le long de celles-ci, interdisent mathématiquement à tout agresseur de pousser plus loin.
Si aucune durée n’a été choisie pour déterminer la fin de partie, il peut y avoir de nouvelles trahisons de la part d’un joueur voulant le « solo » (la victoire pour lui seul avec dix-huit centres ou plus), éventuellement stoppé par une union sacrée des autres joueurs, ou sinon une guerre de tranchées entre deux blocs solides jusqu’au vote d’une partie nulle. Dans le cas d’une partie avec une durée préalablement déterminée en début de partie, l’objectif de dix-huit centres est difficilement atteignable, le but du jeu devient alors souvent de terminer premier avec uniquement un ou quelques centres d’avance.
Bref, malgré son cadre historique, Diplomatie ne prétend pas être un jeu « réaliste » ; les règles, comme la carte, ont été conçues pour simplifier et équilibrer les débats entre les sept grandes puissances. Les joueurs sont indépendants les uns des autres et donc libres d’envisager toutes les politiques. La dimension psychologique à Diplomatie est primordiale et intervient à tous les niveaux du jeu.
Un joueur peut agir comme arbitre.
À noter que de nombreuses variantes existent : 
- absence de négociations (jeu purement tactique moins gourmand en temps ; après l’expression No Press à partir de l’anglais, le terme Blitz s’est maintenant imposé dans la communauté francophone) ;
- adaptations pour un nombre différent de joueurs ;
- cartes différentes (autres subdivisions, autres époques…) ;
- autres unités (avions, garnisons…) ;
- autres règles (« brouillard de guerre » interdisant de voir des unités éloignées des siennes – possible uniquement dans le jeu en ligne –, corruption d’unités dans la variante Machiavelli, trois tours de jeu contre deux avant la phase d’ajustements dans la variante Kamakura…).

## Les sept grandes puissances du jeu
Au printemps 1901, date conventionnelle de début de partie :
| Grande Puissance | Nom officiel                                                                                       | Transcription                               | Chef d’État         | Unités en début de partie                                            |
| ---------------- | -------------------------------------------------------------------------------------------------- | ------------------------------------------- | ------------------- | -------------------------------------------------------------------- |
| Allemagne        | Deutsches Reich, Zweites Reich                                                                     | Empire allemand, IIe Reich                  | Guillaume II        | A Berlin, A Munich et F Kiel                                         |
| Angleterre       | United Kingdom of Great Britain and Ireland                                                        | Royaume-Uni de Grande-Bretagne et d’Irlande | Édouard VII         | A Liverpool, F Édimbourg et F Londres                                |
| Autriche-Hongrie | Kaiserreich und Königreich Österreich-Ungarn (en allemand), Osztrák–Magyar Birodalom (en hongrois) | Empire d’Autriche-Hongrie                   | François-Joseph Ier | A Vienne, A Budapest et F Trieste                                    |
| France           | République française, IIIe République                                                              | id.                                         | Émile Loubet        | A Paris, A Marseille et F Brest                                      |
| Italie           | Regno d’Italia                                                                                     | Royaume d’Italie                            | Victor-Emmanuel III | A Rome, F Naples et A Venise                                         |
| Russie           | Российская Империя (Rossiïskaïa Imperiïa)                                                          | Empire russe                                | Nicolas II          | A Varsovie, A Moscou, F Saint-Pétersbourg (côte sud) et F Sébastopol |
| Turquie          | دولت عالیه عثمانیه (Devlet-i Âliyye-i Osmaniyye)                                                   | Empire ottoman                              | Abdülhamid II       | A Constantinople, A Smyrne et F Ankara                               |

N.B. : A pour armée et F pour flotte.

## Histoire du jeu

### Lancement du jeu
Le jeu est créé par Allan B. Calhamer dans les années 1950, la carte trouve sa forme définitive en 1958, le jeu s’appelle encore Realpolitik. Faute d’éditeur intéressé, le jeu sort en 1959 fabriqué par son propre créateur sous le nom Diplomacy. À la fin de cette année 1959, cinq cents exemplaires ont déjà été vendus par bouche-à-oreille et le jeu Diplomacy est cité par les magazines Time, Life et The New Yorker. En 1961, le jeu est enfin édité par Games Research Inc., une entreprise spécialisée dans le jeu de société. Depuis 1958, les règles n’ont connu que peu de modifications, la principale révision des règles eut lieu en 1971, quelques détails furent changés après cette date (en 1982 et en 2000) mais à un niveau négligeable pour le jeu, car n’intervenant que dans peu de parties.

### Fanzines et jeu par correspondance postale
Dès 1963, le jeu fut adapté par les joueurs américains réunis autour de fanzines consacrés essentiellement à Diplomatie (les dipzines ou Dippy ’zines) pour être joué par correspondance postale. En Europe, dès 1971, soit cinq ans avant la première édition en français du jeu de société, les premières communautés francophones se forment pour jouer par courrier avec publication des résultats dans les premiers fanzines en français (le premier d’entre eux est Moeshoeshoe édité en Belgique dont le premier numéro est frappé à la machine à écrire en février 1971). Les années 1980 seront l’âge d’or de tous ces fanzines. Au total, des centaines de titres sont recensées dont au moins trente francophones (ou bilingues français/anglais),. Vopaliec SF, le dernier fanzine francophone, a disparu en 2007 mais il en existe encore quelques-uns en anglais.
En témoigne en couverture la mention des jeux ou types de jeux approchés dans les premiers numéros de Casus Belli, ce magazine français, qui commence sa diffusion par un format proche du fanzine et qui se spécialisera par la suite dans les jeux de rôle, était initialement destiné à parler de Diplomatie dans une large part de sa publication.

### Jeu en ligne
Dans le début des années 1990, le jeu devient électronique, en France des parties sont jouées quelque temps sur le serveur Minitel en 1994 mais c’est naturellement sur le web, naissant à la même période, que Diplomacy se développe le plus grâce aux communautés américaines ; les tournois n’ont pas tardé à apparaître dès 1994 ou 1995, et permettent un jeu bien plus rapide que par correspondance postale.
Le jeu se joue d’abord par courriel, les résultats étant aussi diffusés par courriel ou dans des publications en ligne. Puis, autour de 2000, les sites web se développent et permettent l’échange de messages directement par leur interface via un système de messagerie lié à chaque partie permettant généralement de visualiser en même temps l’évolution de la carte. À la fin des années 2010, apparaissent les premières applications pour jouer sur téléphone, la première proposant le jeu en français étant disponible depuis le début de l’année 2017.

### Jeu sur table
Côté jeu sur table, le plus ancien tournoi connu date de 1968, un championnat du monde est créé en 1988.

### Diplomatie et intelligence artificielle
Les professionnels du jeu vidéo ont tenté de mettre au point des intelligences artificielles pour endosser le même rôle que des joueurs humains, plusieurs jeux sont ainsi sortis dans le commerce (notamment Computer Diplomacy en 1984, un autre, MicroProse Diplomacy PC-Game, en 1999 développé par l’équipe Hasbro Interactive uniquement en anglais, un dernier en 2005 développé par Paradox Interactive en anglais, français et allemand et distribué en France par Mindscape) : le résultat fut plus que négatif, l’intelligence artificielle n’égalant le joueur humain sur aucun niveau du jeu. En effet Diplomatie nécessite des compétences en tactique, pour trouver les meilleurs coups possibles dans une situation donnée, mais également en négociation avec d'autres individus aux intérêts opposés. Si ce premier point ne pose guère de soucis pour concevoir un logiciel capable de bien jouer, le second est techniquement beaucoup plus compliqué.
De leur côté, certains joueurs informaticiens s’y sont aussi attelés depuis les années 1980. Sans succès dans un premier temps mais dans les années 2000, le projet DAIDE (pour Diplomacy Artificial Intelligence Development Environment), mêlant joueurs passionnés et chercheurs en intelligence artificielle, a abouti à des IA nettement plus fortes que n’importe quelle version commercialisée auparavant même si elles ne font jeu égal avec les humains que dans les variantes Blitz (sans négociation). Depuis les premières versions en 2004 jusqu’en 2013, de multiples améliorations à l’IA ont été effectuées, sa dernière version est téléchargeable gratuitement ou testable directement en ligne,.
En mars 2016, après la victoire surprise au go d’un ordinateur sur l’un des meilleurs joueurs au monde (aboutissement d’ailleurs d’un projet mené par un ancien joueur de Diplomatie, Demis Hassabis), un chercheur français en informatique du CNRS analyse que les problèmes de jeux à information imparfaite « comme le poker ou Diplomatie » sont plus complexes encore que la programmation d’une intelligence artificielle au go et que « de nombreux progrès restent à faire […] avant d’atteindre le niveau des joueurs humains ».
En novembre 2022, Meta annonce avoir mis au point Cicero, une intelligence artificielle qui aurait atteint le niveau des joueurs humains à Diplomacy. Cicero a été entraîné en jouant en ligne sur le site webDiplomacy.net pour devenir expert dans le jeu, en se classant parmi les top 10 % des meilleurs joueurs avec un score double du score moyen des joueurs humains,.

### Éditions francophones de la boîte de jeu
Les droits sur le jeu sont actuellement détenus par l’entreprise américaine Hasbro qui a loué des droits de publication à Asmodée pour la dernière réédition en français du jeu en février 2006. Les trois précédentes éditions francophones sont celles de Miro en 1976 (Miro publie le jeu à deux reprises à quelques mois d’intervalle avec deux logos différents sur la boîte), de Parker en 1978 et de Descartes en 1994. Les jeux publiés par Miro et Parker étaient malheureusement truffés d’erreurs dues à une traduction plus qu’aléatoire. Seule l’édition Descartes a publié le jeu sous son nom français Diplomatie, les autres publications étant sorties sous le nom anglais original Diplomacy.
Deux boites de jeu canadiennes éditées chez Waddingtons (en) dans les années 1970 et en 1986 proposaient un livret de règles bilingue anglais/français mais le tablier n’était qu’en anglais. De même, pour une édition néerlandaise Jumbo bilingue sortie au début des années 1980, le livret de règles était en néerlandais et en français ainsi que les cartes dites de conférence (aides de jeu pour les négociations) mais le tablier n’était qu’en néerlandais.

### Un jeu mondial
De 1961 à 2006, en quarante-six années d’éditions depuis celle de la première boîte par une société spécialisée, le jeu Diplomatie a été édité à vingt-cinq reprises dans huit langues différentes (anglais, français, allemand, italien, néerlandais, portugais, espagnol et hébreu) pour près de 300 000 exemplaires vendus jusqu’à 2009.
En 1966, il y eut une tentative avortée de fondation d’une fédération internationale avec l’International Diplomacy Federation (IDF). En 1972, est créée l’International Diplomacy Association (IDA) qui cessera ses activités en 1979 à cause de querelles internes. Cette « association internationale », à part quelques contacts avec la communauté britannique, restera cantonnée au continent nord-américain. Il n’y a plus de fédération au niveau mondial malgré une nouvelle tentative de création de celle-ci en 1997 sous le nom de World Diplomacy Federation. Mais il existe quatre fédérations internationales, la North American Diplomacy Federation (NADF) en Amérique du Nord créée en 1980 (sur les restes de l’IDA), l’European Diplomacy Association (EDA) en Europe créée en 1995, l’African Diplomacy Federation créée en 2014 et l’Asia Pacific Diplomacy Association créée en 2019 (pour l’Asie et l’Océanie) à partir de la Diplomacy Association of Australia and New Zealand (DAANZ) existant en Océanie depuis 1999 (elle-même créée à partir de la Diplomacy Association of Australia fondée en 1989).
Au niveau francophone, en France, est créée en mars 1990 la Fédération Française des Jeux de Diplomatie et de Stratégie (F.F.J.D.S.). Minée par des conflits internes, elle se voit concurrencée par l’Association Nationale des Joueurs de jeux de Stratégie (A.N.J.S.) créée en juin 1996 qui se fixe les mêmes objectifs, la promotion des jeux de stratégie et en particulier Diplomatie, mais en repartant sur des bases plus saines. La première association cesse définitivement ses activités dans les années 1990. La seconde, après une baisse d’activité de la communauté française se met en pause en 1999 ; en mai 2008, d’A.N.J.S., elle devient l’A.F.J.D. (Association Francophone des Joueurs de Diplomacy) pour se centrer sur le jeu Diplomatie et élargir son espace géographique de compétence à toute l’aire francophone. Malgré ce changement de nom, pendant 20 ans, Diplomatie en français et en ligne ou sur table en France, en Belgique et en Suisse repose de fait essentiellement sur la vie diplomatique générée par deux sites web, Diplomatie-online et 18centres, tous deux créés en 2001 et stoppés en 2020, et sur les initiatives de passionnés sans soutien particulier de l’association. En 2020, les difficultés techniques des deux sites web (qui aboutiront à leurs arrêts) couplées à la crise sanitaire poussent la communauté à se réorganiser et l’association reprend du service en mai de la même année. En 2021, elle compte des adhérents francophones sur cinq continents (Europe, Amérique du Nord, Amérique du Sud, Asie et Afrique), elle soutient l’organisation du premier championnat du monde francophone de Diplomatie en face-à-face virtuel, elle promeut le Tour de France de Diplomatie sur table, les tournois en ligne de la communauté francophone sur l’appli Conspiracy et elle pousse au développement d’un nouveau site web (https://diplomania-gen.fr) qui naît en 2021 pour notamment accueillir les habitués des deux anciens sites web.

### Variantes

Déroulement d'une partie d'une variante de Diplomatie à 36 joueurs disputée par correspondance.

Légion sont les jeux inspirés de Diplomatie. Certains de ces jeux ont même conservé les règles de bases, parmi ceux-ci au moins sept ont été commercialisés (mais tous uniquement en anglais) :
- le premier d’entre eux, Machiavelli, sorti en 1977 ;
- Kamakura, édité en 1982 par West End Games ;
- Colonial Diplomacy sorti en 1994, seule variante distribuée en France ;
- Hundred, créé en 1996 ;
- Ard-Rí, créé en 1998 ;
- Classical, créé en 1998 ;
- Diplomacy of the Three Kingdoms, édité en 2008 par MJS Creations.

Hundred, Ard-Rí et Classical ont d’abord été joués en ligne à leur création avant d’être vendus par Stupendous Games toutes trois en 2000.

## Statistiques
Chaque pays a différentes ouvertures possibles pouvant aboutir à 425 configurations différentes pour les unités russes après le premier coup joué (conventionnellement, le printemps 1901), 160 pour les allemandes, 98 pour les italiennes (dont la plus connue est la Lépante), 97 pour les austro-hongroises, 93 pour les françaises, 88 pour les anglaises et 40 pour les turques. Au total, après le printemps 1901, il y a déjà 74 980 036 938 664 (soit environ soixante-quinze milliers de milliards) configurations possibles des unités de toutes les nationalités sur la carte.

## Les communautés de joueurs
Côté joueurs, les communautés les plus actives aussi bien sur table qu’en ligne sont les communautés nord-américaines (États-Unis/Canada), européennes (principalement France/Royaume-Uni/Suède et les pays voisins de ceux-ci) et océaniennes (Australie/Nouvelle-Zélande). En dehors de ces trois blocs, des communautés de joueurs ont été recensées au Japon, en Chine, en Israël, en Turquie, en Russie, en Afrique du Sud, au Brésil, en Argentine…

### Diplomatie sur Internet

#### Particularités du jeu sur Internet
Internet ou les applications pour téléphone se prêtent particulièrement bien à Diplomatie et ont remplacé le jeu par correspondance postale. Les négociations se déroulent par courriels ou directement sur les sites ou les applications (parfois anonymement) ; les « juges » sont plus souvent électroniques qu’humains. Une partie peut impliquer des joueurs de plusieurs continents et dure de quelques heures pour des parties où tous sont connectés simultanément à plusieurs semaines ou mois (voire quelques années).
Dès le début de la pandémie de covid-19, les anglophones remplacent les rencontres sur table par des rencontres par visio et/ou salons vocaux et/ou messagerie instantanée où les parties se jouent dans des délais identiques et dans des conditions proches au jeu sur table. Des compétitions internationales naissent dès 2020 sur ce format virtual face-to-face et réunissent des joueurs issus du jeu sur table, des formats plus anciens de jeu sur Internet et des plateformes plus récentes de jeu en ligne.

#### Compétitions sur Internet
Certaines compétitions sur Internet (les WorldMasters, l’Interzines, le tournoi Admiral Gunboat, la Coupe du monde par équipes nationales…) dépassent le cadre d’une communauté pour réunir les joueurs de nombreux sites différents.
En décembre 2020, il y a le premier tournoi d’envergure mondiale en face-à-face virtuel et en mars 2021, le premier championnat du monde francophone en face-à-face virtuel.

### Diplomatie sur table

#### Particularités du jeu sur table
Il s’agit du jeu sous sa forme originelle. Nettement plus intense que Diplomatie sur Internet notamment par la durée généralement plus courte des parties (ce qui densifie le jeu), il demande aussi une capacité d’analyse de l’état en cours des négociations et des positions de la carte en quelques dizaines de secondes. De plus, la négociation ne dépend plus seulement d’échanges écrits comme sur Internet, mais de différentes interactions entre les joueurs (paroles, gestuelle, voir qui négocie avec qui…) : le mensonge faisant partie du jeu, il faut aussi, si besoin, savoir mentir (ou omettre volontairement des éléments) sans que les attitudes ou la voix trahissent les réelles intentions du joueur. Le jeu devient également physique (le jeu dure plusieurs heures que l’on passe en grande partie en station debout et à discuter).

#### Compétitions sur table
Ces compétitions sur table sont communément appelées en français « face-à-face » (abrégé en fàf) depuis le terme face-to-face (abrégé en ftf ou f2f) utilisé par les joueurs anglo-saxons. Les compétitions sur table sont plus prestigieuses que les compétitions sur Internet.
Le plus vieux tournoi connu a eu lieu à Seattle les 15 et 16 juin 1968 lors d’une convention ludique du fanzine Valhalla.
Créé en 1970, annuel depuis 1972, le championnat d’Amérique du Nord resta le tournoi le plus convoité jusqu’à la création du championnat du monde en 1988. D’abord tous les deux ans, le championnat du monde est maintenant lui aussi annuel depuis 1994. Un tournoi anglais, la ManorCon, et les championnats d’Europe et de France figurent aussi dans les tournois les plus cotés dans le monde.
Les résultats des tournois et circuits (coupes regroupant plusieurs tournois) les plus prestigieux sont disponibles à l’article Palmarès internationaux de Diplomatie.

## L’auteur
Le jeu Diplomatie a été créé par Allan B. Calhamer, Américain né en 1931 dans l’Illinois et mort en 2013 dans le même État. Les ventes du jeu et d’un livre sorti en 1999 sur le jeu et son histoire (cf. la bibliographie de l’article) ne lui ont pas procuré un revenu suffisant ; malgré des études à Harvard, il termine sa carrière professionnelle comme simple préposé au courrier. Calhamer a participé à divers tournois de son propre jeu : joueur d’un bon niveau, il ne fut toutefois pas considéré comme faisant partie des meilleurs joueurs malgré des résultats honorables.

## Distinctions
Diplomatie a été fait membre du Hall of Fame des jeux de société par le magazine américain Games comme Cluedo, Monopoly, Scrabble.
En 2009, le site Tric Trac a organisé sur son forum une « Tric Trac Cup des classiques » pour désigner le jeu « classique » préféré, le jeu Diplomatie a été désigné vainqueur parmi soixante-quatre jeux en compétition en battant le tarot en finale. Cette sélection de soixante-quatre jeux comportait les principaux jeux du domaine public et les autres jeux de plus de vingt-cinq ans ayant conservé une certaine notoriété et excluait, selon la règle édictée, les jeux édités après 1984 (moins de vingt-cinq ans en 2009) et, hormis quelques incontournables, les jeux solitaires, les wargames, les jeux de rôle, les jeux d’adresse et les jeux éducatifs ou destinés uniquement aux enfants.

## Amateurs célèbres du jeu
Des personnes connues dans d’autres domaines ont joué à haut niveau à Diplomatie (championnat du monde, championnats continentaux, championnats nationaux…) :
- le Français William Attia[31], créateur de jeux et notamment du jeu Caylus ;
- l’Américain Edi Birsan[32], créateur de jeux et homme politique, sans doute le joueur le plus connu pour son implication dans la communauté « diplomatique » après le créateur du jeu ;
- les Belges Sacha Daout et Pierre Marlet[33],[34], journalistes à la RTBF ;
- les Britanniques Demis Hassabis[35] et Peter Molyneux[36], créateurs de jeux vidéo ;
- le Norvégien Heikki Holmås[37], député et ministre ;
- l’Irlandais Conor Kostick[38], historien et romancier, il a écrit un livre sur l’art de la négociation à Diplomatie (cf. la section bibliographique) ;
- l’Américain Len Lakofka[39], personnalité des premières Gen Con et de Donjons et Dragons, proche de Gary Gygax ;
- le Français Gildas Sagot[40], auteur de « livres dont vous êtes le héros ».

À un niveau plus local, le Français Jean-François Séailles, quadruple champion national de go, a aussi participé à des tournois.
Dans son catalogue de 1976, l’ancien éditeur américain du jeu, Avalon Hill, faisait une brève revue de presse qui rappelait que le président des États-Unis John Kennedy jouait à Diplomacy en famille à la Maison-Blanche,, que c’était aussi le jeu favori du diplomate américain Henry Kissinger ou encore que l’historien britannique John Gallagher (en) de l’université de Cambridge était expert dans ce jeu. Le physicien américain John Boardman (en) est en 1963 le créateur du premier fanzine sur le jeu (Graustark) et a mis en place une nomenclature pour classer les parties jouées par correspondance postale. Le journaliste américain Walter Cronkite était aussi un grand amateur du jeu et le journaliste et homme politique britannique Michael Portillo, également, y jouait beaucoup quand il était adolescent à la fin des années 1960 (« Dieu, qu’il y était bon ! » selon l’un de ses professeurs). Didier Guiserix, personnalité française du jeu de rôle et autres jeux de société par sa contribution notamment au magazine Casus Belli, est entré dans le monde du jeu en 1976 via le fanzine Vortigern consacré au jeu. Une autre personnalité française du jeu de rôle, Isabelle Périer, a commencé ses activités ludiques en jouant à Diplomatie. Un joueur américain parmi les plus actifs de l’histoire du jeu, Larry Peery, rapporte en 2012, qu’il a vu au milieu des années 1960 les écrivains de science-fiction Isaac Asimov et Ray Bradbury s’intéresser au jeu. Le journaliste et écrivain britannique Harry Pearson (en) mentionne le jeu en 2007 dans son livre Achtung Schweinehund!: A Boy's Own Story of Imaginary Combat ; l’humoriste britannique David Mitchell mentionne aussi le jeu en 2010 dans son émission Would I Lie to You? ; ou encore le dessinateur américain John Kovalic a consacré quatre planches de sa série Dork Tower à ce jeu depuis 2012, la dernière en date le 21 juillet 2023, la réédition du jeu en anglais étant sortie huit jours plus tôt le 13 juillet.

### Livres
- (en) The Game of Diplomacy de Richard Sharp. – Londres, Arthur Barker, 1978. – 192p.  (ISBN 0213166763).
  - version intégrale en ligne de The Game of Diplomacy, autre lien vers le livre.
- (en) The Gamer’s Guide to Diplomacy de Rod Walker.
  - – Baltimore, The Avalon Hill Co., 2e éd. : 1979. –
  - – Ed. Rex Martin, 3e éd. : 1993. –
- (en) Calhamer on Diplomacy: The Boardgame Diplomacy and Diplomatic History d’Allan B. Calhamer. – AuthorHouse (en), 1999. – 256p.  (ISBN 1585007587)
- (en) The Art of Correspondence in the Game of Diplomacy de Conor Kostick. – Curses & Magic, 2015 pour livre numérique.
- (en) How to Be a Diplomacy Player: A Philosophy of Face to Face Diplomacy d’Erik van Mechelen. – Lean Publishing, 2019 pour livre numérique.

### Articles
- (en) « The Invention of Diplomacy » par Allan B. Calhamer. – article du numéro 21 de Games and Puzzles (en) de janvier 1974 ((fr) « Les Racines de Diplomacy », l’article traduit par Romain Jacques).
- Michel Brassinne, « Les jeux d’alliance », Jeux et stratégie, no 8,‎ avril-mai 1981, p. 59-63.
- (en) « Lying and Cheating by the Rules » par Joseph McClellan. – article du Washington Post du 2 juin 1986.
- (en) « World Domination: The Game » par Blake Eskin. – article du Washington Post du 14 novembre 2004 à la page W16 ((fr) « Dominer le monde : le Jeu », l’article traduit par Michaël Pessis).
- (en) « All in the Game » par Edward McClelland. – article du magazine Chicago de mai 2009 ((fr) « Tout dans le jeu », l’article traduit par Kell Tainer).
- (en) « The Board Game of the Alpha Nerds » par David Hill. – article du blog Grantland du 18 juin 2014 ((fr) l’article traduit par Gus & Co).